# تشارلز كلارك (لاعب كريكت بريطاني)
تشارلز كلارك (1853 - 1931) (بالإنجليزية: Charles Clarke)‏ هو لاعب كريكت بريطاني (وحمل سابقاً جنسية المملكة المتحدة لبريطانيا العظمى وأيرلندا).

## وصلات خارجية
- تشارلز كلارك على موقع إي آس بي آن كريك إنفو (الإنجليزية)